# Gerhard Pfahler
Gerhard Pfahler (* 12. August 1897 in Freudenstadt; † 20. Februar 1976 in Tübingen) war ein deutscher Psychologe und Erziehungswissenschaftler.

## Leben
Pfahler, Sohn eines Pfarrers, nahm von 1916 bis 1918 als Kriegsfreiwilliger am Ersten Weltkrieg teil und wurde 1917 schwer verwundet. Im Januar 1919 wurde er als Leutnant der Reserve entlassen. Nach einer Ausbildung zum Volksschullehrer studierte er von 1921 bis 1924 Pädagogik, Psychologie, Staatsrecht und Volkswirtschaftslehre in Tübingen und München. Seit 1916 war er Mitglied der Studentenverbindung Luginsland Tübingen. 1924 wurde er in München promoviert. Nach seiner Habilitation wurde er 1928 Privatdozent an der Eberhard Karls Universität Tübingen. 1929 war er Professor am Pädagogischen Institut Rostock, wechselte aber 1930 an die preußische Pädagogische Akademie Altona und von dort 1932 an die Pädagogische Akademie Frankfurt am Main. 1934 wurde er Ordinarius an der Universität Gießen und war von November 1934 bis März 1937 Rektor der Universität. 1938 wechselte er zunächst als Professor an die Georg-August-Universität Göttingen, wurde aber noch im selben Jahr an die Eberhard-Karls-Universität Tübingen berufen.
Pfahler, der bereits 1922 erstmals der NSDAP angehört hatte, beantragte am 6. Juli 1937 erneut die Aufnahme in die Partei und wurde rückwirkend zum 1. Mai desselben Jahres aufgenommen (Mitgliedsnummer 5.223.035). Er war auch Mitglied der SA, in der er zum Sturmführer aufstieg. Pfahler schloss sich außerdem der antisemitischen Glaubensgemeinschaft der Deutschen Christen an und war zusammen mit Johann Duken ab 1934 Herausgeber der Zeitschrift Glaube und Volk in der Entscheidung.
Zusammen mit Erich Rudolf Jaensch und anderen beschäftigte er sich mit der sogenannten „Rassenpsychologie“, dem Zuschreiben von bestimmten Eigenschaften zu bestimmten Rassen. 1939 publizierte er die Abhandlung Rasse und Erziehung und 1940 Rassenkerne des deutschen Volks und ihre Gemische.
1945 wurde Pfahler auf Anordnung der französischen Militärregierung entlassen. Von 1945 bis 1947 war er im Internierungslager Balingen interniert. Seit 1952 lehrte Pfahler wieder in Tübingen. 1959 erhielt er die Rechtsstellung eines entpflichteten o. Professors.
Seine in der NS-Zeit entstandenen Bücher Warum Erziehung trotz Vererbung, sowie Christliche Verantwortung, Armanen-Verlag, Leipzig 1934, und Rasse und Erziehung, Quelle & Meyer, Leipzig 1939 wurden in der SBZ in die Liste der auszusondernden Literatur aufgenommen.

## Publikationen
- System der Typenlehren. Grundlegung einer pädagogischen Typenlehre. Barth, Leipzig 1929; 4. Aufl. 1943; Nachdruck Swets & Zeitlinger, Amsterdam 1970
- Warum Erziehung trotz Vererbung? B. G. Teubner, Leipzig 1935
- Die Früchte. Novelle. Calwer Verlag, Stuttgart 1951 u.ö.
- Der Mensch und sein Lebenswerkzeug. Erbcharakterologie. Ernst Klett, Stuttgart 1954